# Physical Review
Physical Review (często używany skrót: Phys. Rev.) – czasopismo naukowe publikujące prace naukowe ze wszystkich gałęzi fizyki. Wydawane przez Amerykańskie Towarzystwo Fizyczne (American Physical Society, APS). Założony w roku 1893 Physical Review jest najstarszym wciąż wydawanym i jednym z najbardziej prestiżowych czasopism poświęconych fizyce.

## Historia
Czasopismo zostało założone w roku 1893 na Uniwersytecie Cornella z inicjatywy prof. Edwarda Nicholsa. Pierwszy zeszyt ukazał się w lipcu 1893, miał 80 stron i zawierał 5 prac. Do końca roku 1912 zespół redakcyjny pod kierownictwem Nicholsa wydał 35 woluminów. Stanowią one tzw. pierwszą serię Physical Review.
W roku 1913 czasopismo zostało przekazane utworzonemu w roku 1899 Amerykańskiemu Towarzystwu Fizycznemu. Tytuł został zachowany, ale numeracja woluminów rozpoczęła się od początku. Numery wydane od tego momentu nazywane są drugą serią Physical Review. Redakcja początkowo pozostała w Cornell, redaktorem naczelnym został G.S. Fulcher. W roku 1926 redaktorem został John Torrence Tate, zaś redakcja przeniesiona została na Uniwersytet Minnesoty. W roku 1929 czasopismo zaczęło ukazywać się dwa razy w miesiącu (wcześniej ukazywało się co miesiąc). W tym samym roku założone zostało siostrzane czasopismo Reviews of Modern Physics przeznaczone do publikacji dłuższych artykułów przeglądowych.
Tate kierował pismem aż do śmierci w roku 1950. Po krótkim okresie przejściowym kierownictwo redakcji objęli Samuel Goudsmit i Simon Pasternak, a redakcja przeniosła się do Brookhaven National Laboratory. Pod ich kierownictwem utworzono Physical Review Letters – czasopismo publikujące krótkie doniesienia o najciekawszych odkryciach.
Seria druga czasopisma zakończyła się w roku 1969, gdy gwałtownie rosnąca liczba i objętość artykułów doprowadziła do decyzji o podziale Physical Review na czasopisma tematyczne. Ogółem w serii II wydano 188 woluminów. Aby zilustrować wzrost liczby artykułów wystarczy wspomnieć, że o ile w latach dwudziestych pojedynczy wolumin obejmował artykuły opublikowane w ciągu półrocza i liczył zwykle poniżej 1000 stron, to w roku 1969 wolumin obejmował artykuły opublikowane w jednym miesiącu, a jego objętość często przekraczała 2000 stron. Kolejne zeszyty wychodziły pięć razy w miesiącu, a objętość zeszytu sięgała nawet 500 stron.
W wyniku podziału, w roku 1970, utworzone zostały cztery czasopisma o następujących zakresach tematycznych:
- Physical Review A – fizyka atomu i cząsteczki, optyka.
- Physical Review B – fizyka ciała stałego i materii skondensowanej oraz badania materiałowe.
- Physical Review C – fizyka jądrowa.
- Physical Review D – cząstki, pola, grawitacja i kosmologia.

W roku 1993, w odpowiedzi na gwałtownie rosnącą liczbę publikacji z tej dziedziny, utworzone zostało piąte czasopismo:
- Physical Review E – fizyka statystyczna, zjawiska nieliniowe, fizyka biologiczna i fizyka materii miękkiej (ciecze, koloidy, polimery itp).

Łącznie wszystkie części znane są jako Physical Review seria III.
W roku 2007 wszystkie czasopisma serii opublikowały w sumie 15 387 artykułów o łącznej objętości 112 205 stron.
Redakcja Physical Review szybko reagowała na rozwój Internetu, wprowadzając już na początku lat 90. XX wieku możliwość nadsyłania materiałów w formie elektronicznej i zachęcając autorów do korzystania z niej. Także proces recenzji prowadzony jest elektronicznie. Kompletne archiwum czasopisma, poczynając od pierwszego wydania, zostało zeskanowane do postaci cyfrowej i udostępnione środowisku naukowemu za pośrednictwem Internetu. Nowe artykuły są publikowane elektronicznie równolegle z publikacją drukiem, a od roku 1999 wersje elektroniczne publikowane są w sposób ciągły, w miarę napływania, czyli publikacja elektroniczna wyprzedza drukowaną.
W roku 1998 Physical Review utworzył pierwsze czasopisma publikowane wyłącznie elektronicznie: Physical Review Special Topics – Accelerators and Beams (poświęcone fizyce akceleratorów i wiązek) i popularnonaukowe Physical Review Focus. Pozostałe czasopisma internetowe wydawane przez Amerykańskie Towarzystwo Fizyczne to Physical Review Special Topics – Physics Education Research (zainaugurowane w 2005 roku, poświęcone dydaktyce fizyki), Physical Review X (powstałe w 2011, obejmujące zakresem tematycznym wszystkie działy fizyki) oraz Physical Review Applied (ukazujące się od 2014, poświęcone fizyce stosowanej).

## Czasopisma pochodne

### Physical Review Letters
(skrót Phys. Rev. Lett. ) – założone w roku 1958 przez ówczesnego redaktora Physical Review Sama Goudsmita, jako miejsce publikowania listów do redakcji Physical Review. Jego misją jest szybka publikacja krótkich doniesień o ważnych, fundamentalnych odkryciach we wszystkich gałęziach fizyki. Listy powinny dotyczyć odkryć, których znaczenie wybiega poza wąską specjalizację, i które są przez to interesujące dla szerokiego grona czytelników. Objętość publikacji w Physical Review Letters jest ograniczona do pięciu stron druku. Prace muszą być oryginalne i nigdzie wcześniej nie publikowane.
Dla maksymalnego skrócenia cyklu wydawniczego czasopismo w wersji drukowanej ukazuje się co tydzień, zaś w wersji elektronicznej artykuły dodawane są w sposób ciągły. Artykuły przechodzą standardową procedurę oceny przez dwóch niezależnych recenzentów. Physical Review Letters publikuje obecnie około 4000 artykułów rocznie.

### Reviews of Modern Physics
Założone w roku 1929 czasopismo publikuje dłuższe artykuły przeglądowe z różnych dziedzin fizyki. Artykuły przeglądowe stanowią podsumowanie aktualnego stanu wiedzy na pewien temat i nie zawierają zwykle nowych, oryginalnych wyników, zawierają za to wyczerpującą bibliografię tematu. Objętość artykułu wynosi zazwyczaj kilkadziesiąt stron. Czasopismo publikuje także krótsze artykuły (colloquia), których celem jest przedstawienie szerszemu środowisku naukowemu nowych dziedzin badań mogących zainteresować przedstawicieli różnych gałęzi fizyki.
Rev. Mod. Phys. w wersji papierowej ukazuje raz na kwartał i publikuje zwykle kilkadziesiąt artykułów rocznie.

### Physical Review Special Topics
W roku 1998 rozpoczęto wydawanie czasopisma Physical Review Special Topics – Accelerators and Beams poświęconego fizyce i technologii budowy akceleratorów cząstek i dynamice wiązek w akceleratorach. Pismo wydawane jest wyłącznie w postaci elektronicznej, publikacje przechodzą normalną procedurę recenzowania.
W roku 2005 wystartowało drugie czasopismo w tej serii: Physical Review Special Topics – Physics Education Research poświęcone dydaktyce fizyki. Podobnie jak poprzednie jest ono publikowane wyłącznie elektronicznie.

### Physical Review Focus
Wydawany od roku 1998 Physical Review Focus nie jest właściwie czasopismem naukowym, lecz popularyzatorskim. Ukazują się w nim omówienia najciekawszych (zdaniem redakcji) artykułów opublikowanych w Physical Review i Physical Review Letters napisane językiem dostępnym dla niespecjalistów. Artykuły publikowane są wyłącznie elektronicznie i ukazują się średnio raz na tydzień.

## Finansowanie
Czasopismo finansowane jest przede wszystkim z opłat wnoszonych przez abonujące je instytucje. Autorzy w większości wypadków nie muszą płacić za publikację. Wyjątkiem od tej ostatniej reguły są publikacje w Physical Review Letters, a także publikacje wymagające dodatkowego nakładu pracy edytorskiej (nadesłane w niestandardowym formacie, zawierające kolorowe ilustracje itp.).
Nieco inna jest sytuacja czasopism elektronicznych serii Physical Review Special Topics. Accelerators and Beams jest bezpłatne tak dla autorów, jak i czytelników, a finansowane jest przez sponsorów, którymi są laboratoria z całego świata prowadzące badania bądź korzystające z akceleratorów. Z kolei Physical Review Special Topics – Physics Education Research jest częściowo finansowane przez autorów w nim publikujących, a częściowo sponsorowane przez APS i Amerykańskie Stowarzyszenie Nauczycieli Fizyki (AAPT).

## Dostęp elektroniczny
Physical Review prowadzi elektroniczne archiwum wszystkich artykułów opublikowanych we wszystkich swoich czasopismach od ich założenia. Publicznie dostępne są dane bibliograficzne i abstrakty artykułów, dostęp do ich pełnej treści jest natomiast płatny. Instytucje naukowe mogą wykupić subskrypcję dającą dostęp do archiwum wszystkim ich pracownikom. Możliwy jest też indywidualny zakup pojedynczych artykułów.
Dostęp do artykułów opublikowanych w czasopismach wydawanych tylko w formie elektronicznej (Physical Review Special Topics i Physical Review Focus) jest bezpłatny.

### Otwarty dostęp
Od 15 lutego 2011 autorzy artykułów publikowanych w czasopismach serii Physical Review mogą dobrowolnie pokryć całkowity koszt publikacji (w roku 2011 było to 1700 USD dla artykułów w Physical Review i 2700 USD w Physical Review Letters). Artykuły takie publikowane są wtedy na licencji Creative Commons CC-BY 3.0 i dostęp do ich elektronicznych wersji jest otwarty. Artykuły dostępne publicznie we wcześniejszym programie Free to read, zostały również z tym dniem objęte licencją CC-BY, podobnie jak kompletne archiwa czasopism serii Physical Review Special Topics.